# Jean de Głogów
Pour les articles homonymes, voir Głogów (homonymie).
Jean de Głogów ou Jean de Glogau (polonais : Jan z Głogowa, Jan Głogowczyk ; allemand : Johann von Schelling von Glogau) (né vers 1445 - mort le 11 février 1507) est un polyhistorien polonais, notable au tournant du Moyen Âge et de la Renaissance. Il est aussi reconnu comme un philosophe, géographe et astronome à l'université de Cracovie (Akademia Krakowska).

## Biographie

### Enfance et formation
Jean de Głogów est né vers 1445 dans la famille Schelling à Głogów (en allemand, Glogau) dans le duché de Głogów (situé en Basse-Silésie), qui depuis 1331 appartenait à la Bohême et donc, de son vivant, au Saint-Empire romain germanique. Jean de Głogów n'a, à priori, jamais utilisé le nom de « Schelling », bien qu'il ait pu être d'origine allemande, et s'est, lui-même, diversement appelé Johannes Glogoviensis, Glogerus, de Glogovia et Glogowita. 

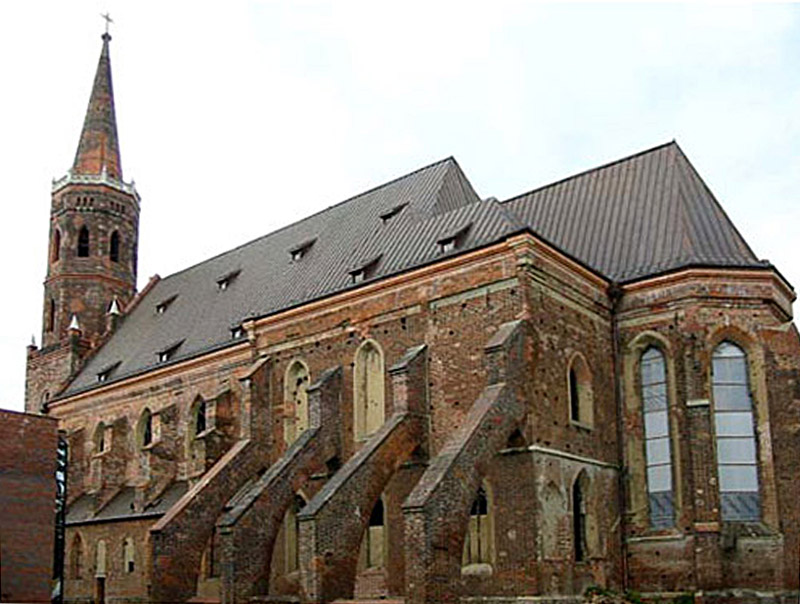
Collégiale, Głogów.

Il commence sa scolarité dans une école locale à la Collégiale de l'Assomption de la Vierge Marie. Enfant d'une riche famille bourgeoise, il poursuit ses études dans l'une des meilleures universités de cette partie de l'Europe, l'université de Cracovie. Il y commence ses études, à 16 ans, en 1462 (première date documentée de sa vie). Il obtient son baccalauréat aux bout de trois années d'études et sa licence deux ans plus tard. En 1468, il obtient son diplôme de Magister Artium, l'équivalent d'un doctorat en philosophie. Ce n'était que le début d'une carrière universitaire de quarante ans. Plus tard, il ajoutera un baccalauréat en théologie.

### Professeur universitaire
Jean de Głogau était un adepte du thomisme de Cologne, une école philosophique qui a confirmé l'héritage de Thomas d'Aquin. Mais tout en se rangeant du côté de ce courant sur certaines questions, sur d'autres il a adopté les positions d'Albert le Grand (connu aussi sous le nom d'Albertus Magnus),.  

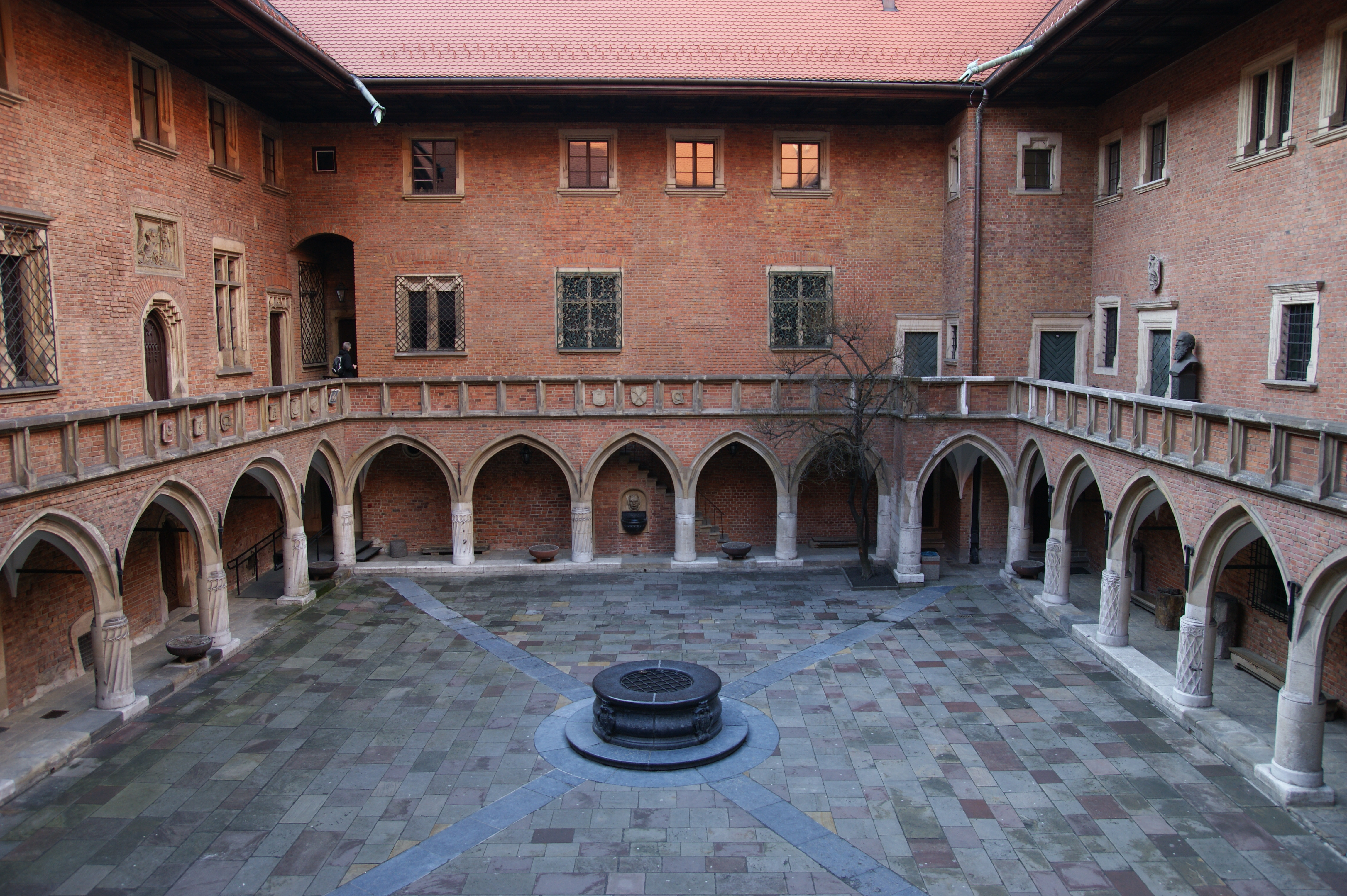
Collegium Maius, Université de Cracovie.

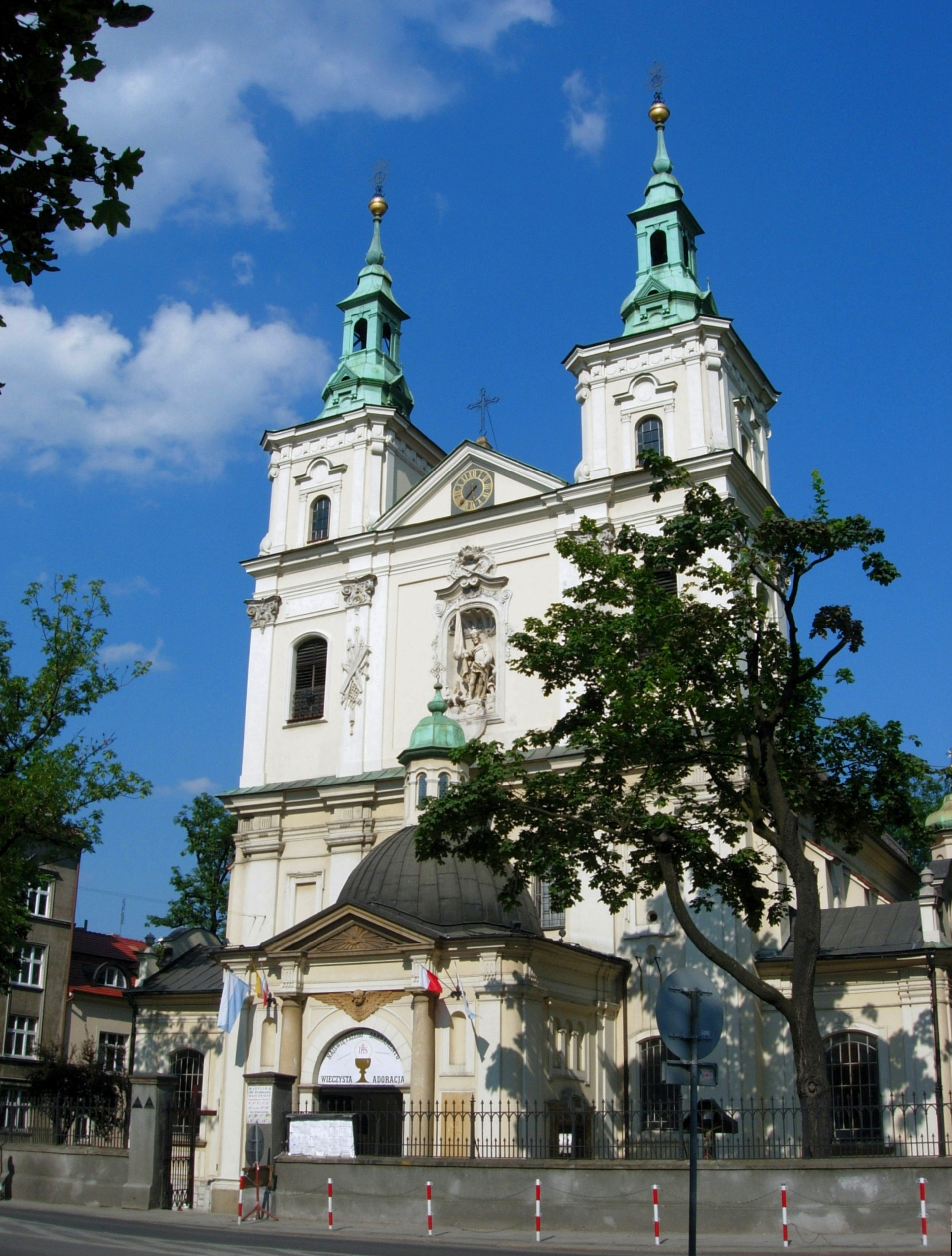
Église Saint-Florian, Cracovie.

À partir de 1468, Jean de Głogów enseigne à la faculté des arts de l'université de Cracovie, dans les sept arts libéraux. Il sera enseignant dans cette université pendant 40 ans. Ses plus grandes passions sont la grammaire, la logique aristotélicienne, la physique, la physiologie et l'astronomie. En 1478 et 1489-1490, il est le doyen de la faculté des arts. Il a écrit des manuels couvrant l'éventail complet des connaissances philosophiques de l'époque.

### Ses travaux
Ses nombreux travaux existants couvrent la grammaire, la logique, la philosophie, la géographie, l'astronomie et l'astrologie. C'est notamment dans ce domaine de l'astrologie qu'il s'illustre avec ses « prédictions » ; dans l'une d'elles, il prédit l'avènement d'un « moine noir » qui apporterait le désarroi au christianisme. Ce moine sera plus tard identifié comme Martin Luther, moine augustin. 

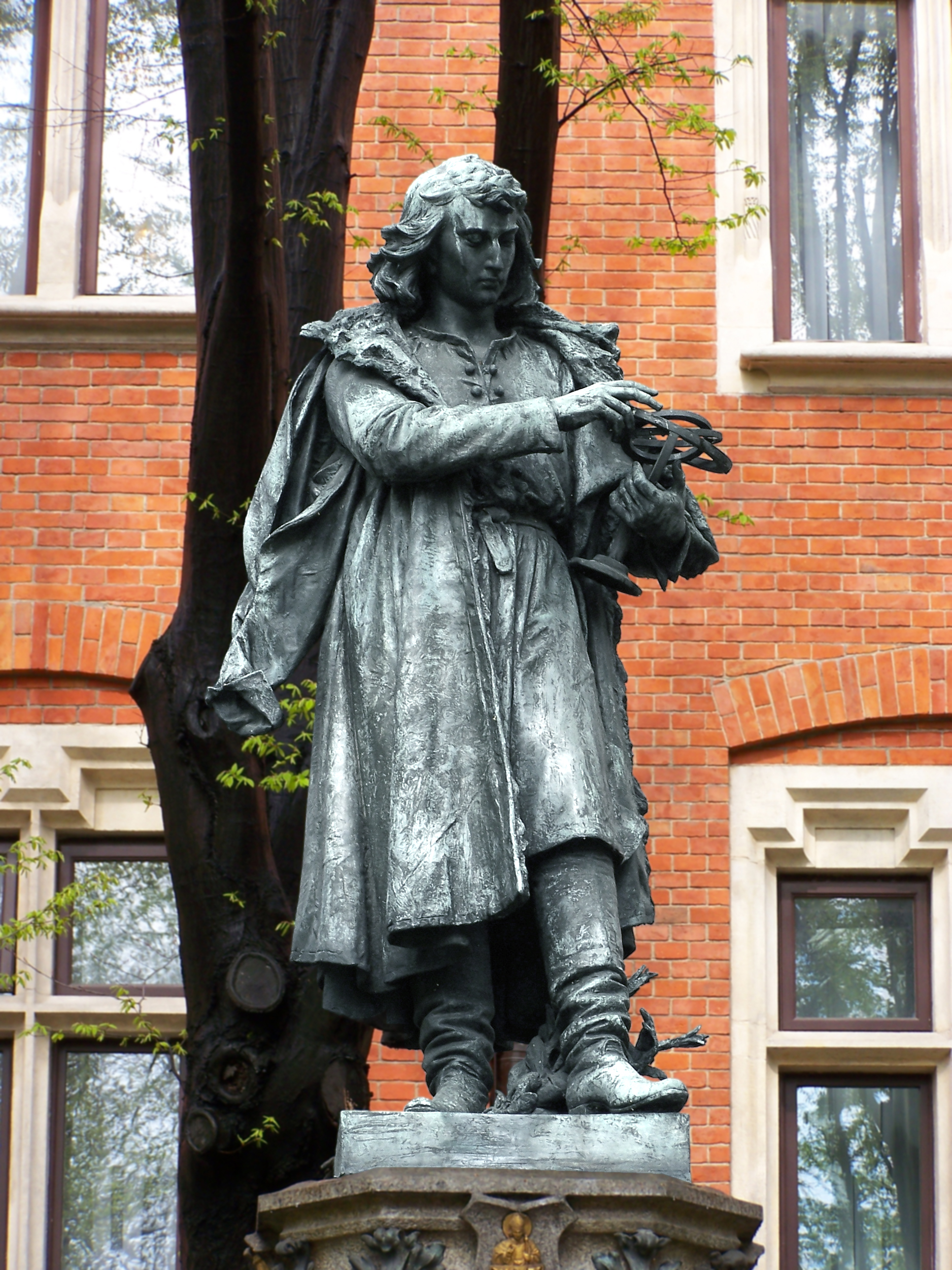
Copernic (statue devant le Collegium Novum).

Son œuvre comprend au moins 60 volumes, principalement astronomiques et astrologiques. Sa grammaire a été utilisée dans les écoles de Cracovie pendant plus d'un siècle. Jean de Głogau a aussi écrit un ouvrage intitulé Introductio in artem numerandi (latin : Introduction à l'art d'utiliser les nombres ; 1497). Il a écrit des commentaires sur la Cosmographie de Ptolémée. Les œuvres de Jean de Głogów montrent peu d'originalité, mais son érudition est considérée comme impressionnante. 
Il est réputé avoir été le premier en Pologne à constater la découverte de l'Amérique. On pense qu'il a été l'un des professeurs de Nicolas Copernic, qui s'est inscrit à l'université de Cracovie en 1491. 
Ses deux premières années de cours lui ont permis d'entrer au Collegium Minus de l'Académie de Cracovie (le Petit Collège), et à partir de 1484, il est membre du Collegium Maius (le Grand Collège). Cette appartenance collégiale implique une vie semi-monastique et l'observation d'un régime d'une rare austérité. Il consacre ses revenus à des œuvres caritatives. 
Jean de Głogów s'est particulièrement intéressé aux étudiants de sa Silésie natale, construisant et exploitant un dortoir pour ces derniers. Entre 1433 et 1510, 120 érudits de Głogów se sont inscrits à Cracovie ce qui représente l'un des plus grands groupes d'étudiants, aux côtés de ceux de Wrocław.
Jean de Głogau, considéré comme un « ornement  de l'université Jagellonne », meurt à Cracovie le 11 février 1507 et est inhumé à la basilique Saint-Florian de Cracovie.